# Veskijärv
A Veskijärv egy tó Észtországban, Läänemaa megyében, Nõva község területén.

## Földrajz
A 18,5 hektáron elterülő tó medre legmélyebb pontján 3 méter mély. Átlagos mélysége 1,7 méter. Vízgyűjtő területe 23,5 km².

## Fordítás
Ez a szócikk részben vagy egészben  a   Veskijärv című észt Wikipédia-szócikk ezen változatának fordításán alapul.  Az eredeti cikk szerkesztőit annak laptörténete sorolja fel. Ez a jelzés csupán a megfogalmazás eredetét és a szerzői jogokat jelzi, nem szolgál a cikkben szereplő információk forrásmegjelöléseként.